# Viva Las Bravo
Viva Las Bravo a fost un bloc de programe difuzat pe Cartoon Network în care Johnny Bravo era prezentatorul. Maratonul s-a difuzat între 25 iulie și 2 septembrie 2005. Pe parcursul zilei, spectatorii puteau vota, trimițând un e-mail la adresa indicată, unul dintre cele trei desene animate oferite, iar acela care a obținut cele mai multe voturi era difuzat a doua zi în blocul găzduit de Johnny Bravo.
În 2006, între 31 iulie - 3 septembrie, blocul Viva Las Bravo a fost difuzat din nou și puteai vota unul dintre cele trei desene animate arătate pe site făcând clic pe iconița cu acesta.